# Československá volejbalová liga žen
Československá volejbalová liga žen byla nejvyšší československá volejbalová soutěž žen. Vznikla v roce 1930 a probíhala do roku 1992 (s výjimkou let 1938 a 1944). Dobově byla označována jako I. československá liga. Organizoval ji Československý volejbalový svaz (ČSVS). Nejúspěšnějším týmem se stal PVK Olymp Praha (dříve Rudá hvězda Praha), který v ní dokázal zvítězit dvanáctkrát.
Do roku 1954 se hrálo finále formou turnajů, v nichž byly zastoupeny nejlepší družstva územních soutěží (nejčastěji Čechy, Morava, Slovensko). Od roku 1955 se již hrálo ligovým systémem v jedné celostátní skupině.

## Přehled sezón
| Rok  | Vítěz                 |
| ---- | --------------------- |
| 1931 | VVS Praha             |
| 1932 | VS Marathon Praha     |
| 1933 | VS Marathon Praha     |
| 1934 | Sokol Plzeň           |
| 1935 | Sokol Plzeň           |
| 1936 | Sokol Plzeň           |
| 1937 | Sokol Plzeň           |
| 1938 | Nehrálo se            |
| 1939 | Sokol Plzeň           |
| 1940 | Sokol Plzeň           |
| 1941 | SK Viktoria Plzeň     |
| 1942 | SK Viktoria Plzeň     |
| 1943 | SK Viktoria Plzeň     |
| 1944 | Nehrálo se            |
| 1945 | SK Zaměstnanci Prahy  |
| 1946 | SK Zaměstnanci Prahy  |
| 1947 | SK Zaměstnanci Prahy  |
| 1948 | Sokol Jáma TS Ostrava |
| 1949 | Sokol Pražský         |
| 1950 | Sokol Pražský         |

| Rok  | Vítěz                    |
| ---- | ------------------------ |
| 1951 | Sokol OKD Ostrava        |
| 1952 | Sokol Baník Ostrava      |
| 1953 | Sokol Baník Ostrava      |
| 1954 | Tatran Valašské Meziříčí |
| 1955 | ÚDA Praha                |
| 1956 | ÚDA Praha                |
| 1957 | Slavoj Praha             |
| 1958 | Tatran Valašské Meziříčí |
| 1959 | Dynamo Praha             |
| 1960 | Slavoj Plzeň MP          |
| 1961 | Tatran Střešovice        |
| 1962 | Dynamo Praha             |
| 1963 | Dynamo Praha             |
| 1964 | ČKD Praha                |
| 1965 | SK Slavia Praha          |
| 1966 | Slávia UK Bratislava     |
| 1967 | Slávia UK Bratislava     |
| 1968 | Slávia UK Bratislava     |
| 1969 | Tatran Střešovice        |
| 1970 | Tatran Střešovice        |
| 1971 | Tatran Střešovice        |

| Rok  | Vítěz                |
| ---- | -------------------- |
| 1972 | Tatran Střešovice    |
| 1973 | Tatran Střešovice    |
| 1974 | Rudá Hvězda Praha    |
| 1975 | Rudá Hvězda Praha    |
| 1976 | Slávia UK Bratislava |
| 1977 | Rudá Hvězda Praha    |
| 1978 | Slávia UK Bratislava |
| 1979 | Rudá Hvězda Praha    |
| 1980 | Rudá Hvězda Praha    |
| 1981 | Rudá Hvězda Praha    |
| 1982 | Slávia UK Bratislava |
| 1983 | Slávia UK Bratislava |
| 1984 | Rudá Hvězda Praha    |
| 1985 | Rudá Hvězda Praha    |
| 1986 | Rudá Hvězda Praha    |
| 1987 | Rudá Hvězda Praha    |
| 1988 | Rudá Hvězda Praha    |
| 1989 | Slávia UK Bratislava |
| 1990 | Královo Pole Brno    |
| 1991 | Slávia UK Bratislava |
| 1992 | PVK Olymp Praha      |

## Historické statistiky
| Klub                            | Vítězství                                                                   |
| ------------------------------- | --------------------------------------------------------------------------- |
| Olymp Praha                     | 12 (1974, 1975, 1977, 1979, 1980, 1981, 1984, 1985, 1986, 1987, 1988, 1992) |
| Sokol / Viktoria / Slavoj Plzeň | 10 (1934, 1935, 1936, 1937, 1939, 1940, 1941, 1942, 1943, 1960)             |
| VK Slávia EU Bratislava         | 9 (1966, 1967, 1968, 1976, 1978, 1982, 1983, 1989, 1991)                    |
| Tatran Střešovice               | 6 (1961, 1969, 1970, 1971, 1972, 1973)                                      |
| Sokol Jáma TS / Baník Ostrava   | 4 (1948, 1951, 1952, 1953)                                                  |
| Dynamo Praha                    | 3 (1959, 1962, 1963)                                                        |
| SK Zaměstnanci města Prahy      | 3 (1945, 1946, 1947)                                                        |
| Tatran Valašské Meziříčí        | 2 (1954, 1958)                                                              |
| ÚDA Praha                       | 2 (1955, 1956)                                                              |
| Sokol Pražský                   | 2 (1949, 1950)                                                              |
| VS Marathon Praha               | 2 (1932, 1933)                                                              |
| VK Královo Pole Brno            | 1 (1990)                                                                    |
| SK Slavia Praha                 | 1 (1965)                                                                    |
| ČKD Praha                       | 1 (1964)                                                                    |
| Slavoj Praha                    | 1 (1957)                                                                    |
| VVS Praha                       | 1 (1931)                                                                    |